# Transferencia nuclear de células somáticas
En genética y biología del desarrollo, la transferencia nuclear de células somáticas (TNCS) es una estrategia o técnica de laboratorio para crear un embrión viable a partir de una célula corporal y de un óvulo. La técnica consiste en tomar un óvulo e implantarle un núcleo donante de una célula somática. Se utiliza para fines terapéuticos y clonación. La oveja Dolly se hizo famosa por ser el primer caso exitoso de clonación de un mamífero. En enero de 2018, un equipo de científicos de Shanghái anunció la clonación exitosa de dos Macaca Fascicularis (llamados Zhong Zhong y Hua Hua) a partir de núcleos fetales. La clonación terapéutica se refiere al uso potencial de TNCS en medicina regenerativa; este enfoque ha sido defendido como una respuesta a los muchos problemas relacionados con las células madre embrionarias (CME) y la destrucción de embriones viables para uso médico, aunque quedan dudas sobre como homólogos son los dos tipos de células.
El término clonación terapéutica se refiere al uso potencial de la TNCS en medicina regenerativa. Se ha defendido como alternativa a las cuestiones éticas planteada por la utilización de células madre embrionarias y la destrucción de embriones viables para uso médico, aunque existen dudas sobre si ambos tipos de células son homólogas.[cita requerida]

## Introducción
Es una técnica de clonación; el núcleo de una célula somática se transfiere al citoplasma de un huevo enucleado. Cuando se hace esto, los factores citoplásmicos afectan al núcleo para convertirse en un cigoto. La etapa del blastocisto es desarrollada por el huevo, y ayuda a crear células madre embrionarias de la masa celular interna del blastocisto. El primer animal que se desarrolló con esta técnica fue Dolly, la oveja, en 1996.

## Proceso
El proceso de trasplante nuclear de células somáticas implica dos células diferentes. El primero es un gameto femenino, conocido como el óvulo (huevo/ovocito). En experimentos de TNCS (transferencia nuclear de células somáticas) estos óvulos se obtienen a través de donantes por voluntad propia, utilizando estimulación ovárica. El segundo es una célula somática, que se refiere a las células del cuerpo humano. Las células de la piel, las células de grasa y las células hepáticas son solo algunos ejemplos. El núcleo del óvulo del donante se elimina y se descarta, dejándolo 'desprogramado'. Lo que queda es una célula somática y una célula de huevo desnucleada. Estos se fusionan pero insertando la célula somática en el óvulo "vacío". Después de la inserción en el huevo, el núcleo de la célula somática es reprogramado por su célula madre huésped. El óvulo, que ahora contiene el núcleo de la célula somática, se estimula con un choque y comenzará a dividirse. El huevo ahora es viable y es capaz de producir un organismo adulto que contiene toda la información genética necesaria de un solo padre. El desarrollo se producirá normalmente y después de muchas divisiones mitóticas, esta célula forma un blastocisto (un embrión de etapa temprana con aproximadamente 100 células) con un genoma idéntico al organismo original (un clon). Entonces, las células madre se pueden obtener mediante la destrucción de este clon embrionario para su uso en la clonación terapéutica o, en el caso de la clonación reproductiva, el embrión clonado se implanta en una madre huésped para su desarrollo y se lleva a término.

## El Uso

### Investigación con Células Madre
El trasplante nuclear de células somáticas se ha convertido en un foco de estudio en la investigación con células madre. El objetivo de hacer este procedimiento es obtener células pluripotentes de un embrión clonado. Estas células coincidieron genéticamente con el organismo donante del que provenían. Esto les da la capacidad de crear células pluripotentes específicas para el paciente, que luego podrían usarse en terapias o investigación de enfermedades.
Las células madre embrionarias son células indiferenciadas de un embrión. Se considera que estas células tienen un potencial pluripotente porque tienen la capacidad de crear a todos los tejidos que se encuentran en un organismo adulto. Esta capacidad permite que las células madre creen cualquier tipo de célula, que luego podría trasplantarse para reemplazar las células dañadas o destruidas. Existe la controversia sobre el trabajo CME humano debido a la destrucción de embriones humanos viables. Los principales científicos para buscar un método alternativo de obtención de células madre, TNCS es uno de esos métodos.
Un uso potencial de las células madre genéticamente compatibles con un paciente sería crear líneas celulares que tengan genes relacionados con la enfermedad particular de un paciente. Al hacerlo, se podría crear un modelo in vitro, sería útil para estudiar esa enfermedad en particular, descubrir su fisiopatología y descubrir terapias. Por ejemplo, si una persona con la enfermedad de Parkinson donó sus células somáticas, las células madres resultantes de TNCS satendrían genes que contribuyen a la enfermedad de Parkinson. Las líneas de células madres específicas de la enfermedad podrían ser estudiadas para comprender mejor la condición.
Una otra aplicación de la investigación de células madre TNCS es el uso de líneas de células madre específicas del paciente para generar tejidos o órganos para el trasplante en el paciente específico. Las células resultantes serían genéticamente idénticas al donante de células somáticas, evitando alguna cualquier complicación por el rechazo del sistema inmune. Solo unos pocos laboratorios en el mundo están usando actualmente técnicas de TNCS en la investigación con células madre humanas. En los Estados Unidos, científicos del Instituto de Células Madre de Harvard, la Universidad de California en San Francisco, la Universidad de Salud y Ciencia de Oregón, Stemagen (La Jolla, CA) y posiblemente la Tecnología Celular Avanzada están investigando actualmente una técnica para utilizar somática transferencia nuclear celular para producir células madre embrionarias. En el Reino Unido, la Autoridad de Fertilización Humana y Embriología ha otorgado permiso a grupos de investigación en el Instituto Roslin y el Newcastle Center for Life. TNCS también puede estar ocurriendo en China.
En 2005, un equipo de investigación de Corea del Sur dirigido por el profesor Hwang Woo-suk, publicó reclamos de haber derivado líneas de células madre a través de TNCS, pero apoyó esas afirmaciones con datos fabricados. La evidencia reciente ha demostrado que, de hecho, creó una línea de células madre a partir de un partenote.
Aunque ha habido numerosos éxitos con la clonación de animales, quedan preguntas sobre los mecanismos de reprogramación en el óvulo. A pesar de muchos intentos, el éxito en la creación de células madre embrionarias de transferencia nuclear humana ha sido limitado. Existe un problema en la capacidad de las células humanas para formar un blastocisto; las células no pueden progresar más allá de la etapa de ocho células de desarrollo. Se cree que esto es el resultado de que el núcleo de la célula somática no puede activar genes embrionarios cruciales para un desarrollo adecuado. Estos experimentos anteriores usaron procedimientos desarrollados en animales no primates con poco éxito. 
Un grupo de investigación de la Universidad de Salud y Ciencia de Oregon demostró los procedimientos de TNCS desarrollados para que los primates usen con éxito las células de la piel. La clave de su éxito fue la utilización de ovocitos en metafase II (MII) del ciclo celular. Las células de huevo en MII contienen factores especiales en el citoplasma que tienen una habilidad especial en la reprogramación de núcleos de células somáticas implantadas en células con estados pluripotentes. Cuando se elimina el núcleo del óvulo, la célula pierde su información genética. Esto ha sido culpado de por qué los huevos enucleados se ven obstaculizados en su capacidad de reprogramación. Se teoriza que los genes embrionarios críticos están físicamente vinculados a los cromosomas de oocitos, la enucleación afecta negativamente a estos factores. Otra posibilidad es eliminar el núcleo del huevo o insertar el núcleo somático provoca daño al citoplasto, afectando la capacidad de reprogramación.
Teniendo esto en cuenta, el grupo de investigación aplicó su nueva técnica en un intento de producir células madre humanas de TNCS. En mayo de 2013, el grupo de Oregón informó la derivación exitosa de líneas de células madre embrionarias humanas derivadas a través de TNCS, utilizando células de donantes fetales e infantiles. Usando ovocitos MII de voluntarios y su procedimiento de TNCS mejorado, se produjeron con éxito embriones de clones humanos. Estos embriones eran de mala calidad, carecían de una masa celular interna sustancial y de un trophectodermo mal construido. Los embriones imperfectos impidieron la adquisición de CME humano. La adición de cafeína durante la eliminación del núcleo del óvulo y la inyección del núcleo somático mejoraron la formación de blastocisto y el aislamiento de CME. Se encontró que la CME obtenida era capaz de producir teratomas, expresaba factores de transcripción pluripotentes y expresaba un cariotipo 46XX normal, lo que indica que estas TNCS eran de hecho similares a CME. Esta fue la primera instancia de uso exitoso de TNCS para reprogramar células somáticas humanas. Este estudio utilizó células somáticas fetales e infantiles para producir su CME.
En abril de 2014, un equipo de investigación internacional amplió este avance. Quedaba la pregunta de si el mismo éxito podría lograrse usando células somáticas adultas. Se pensó que los cambios epigenéticos y relacionados con la edad posiblemente impedían la reprogramación de la capacidad de las células somáticas de un adulto. Implementar el procedimiento iniciado por el grupo de investigación de Oregón, de hecho pudieron cultivar células madre generadas por TNCS usando células adultas de dos donantes, de 35 y 75 años. Señalando a edad no impide la reprogramación de la capacidad de una célula
En abril de 2014, la Fundación Stem Cell de Nueva York tuvo éxito en la creación de células madre TNCS derivadas de células somáticas adultas. Una de estas líneas de células madre se derivó de las células del donante de un diabético tipo 1. El grupo pudo entonces cultivar con éxito estas células madre e inducir la diferenciación. Cuando se inyectan en ratones, todas las células germinales se formaron con éxito. Las más significativas de estas células fueron aquellas que expresaron insulina y fueron capaces de secretar la hormona. Estas células productoras de insulina podrían usarse para terapia de reemplazo en diabéticos, demostrando un potencial terapéutico real de células madre TNCS. 
El impulso para la investigación con células madre basadas en TNCS se ha visto reducido por el desarrollo y la mejora de métodos alternativos para generar células madre. Los métodos para reprogramar células normales del cuerpo en células madre pluripotentes se desarrollaron en humanos en 2007. Al año siguiente, este método logró un objetivo clave de la investigación de células madre basada en TNCS: la derivación de líneas de células madre pluripotentes que tienen todos los genes vinculados a diversas enfermedades. Algunos científicos que trabajan en la investigación con células madre basadas en TNCS han adoptado recientemente los nuevos métodos de células madre pluripotentes inducidas. Aunque estudios recientes han puesto en duda qué tan similares son las células iPS a las células madre embrionarias. La memoria epigenética en iPS afecta el linaje celular en el que se puede diferenciar. Por ejemplo, una célula iPS derivada de un glóbulo será más eficiente para diferenciarse en células sanguíneas, mientras que será menos eficiente para crear una neurona. Esto plantea la cuestión de qué tan bien las células iPS pueden imitar el estándar de oro CME en experimentos, ya que las células madre se definen como que tienen la capacidad de diferenciarse en cualquier tipo de célula. Las células madre TNCS no plantean tal problema y continúan siendo relevantes en los estudios de células madre.

## Avances recientes
El 24 de enero de 2018, un equipo de científicos de Shanghái anunciaron que habían logrado clonar exitosamente dos macacos cangrejeros (Macaca fascicularis) (a quienes nombraron Zhong Zhong y Hua Hua), a partir de núcleos fetales.